# Одеколон

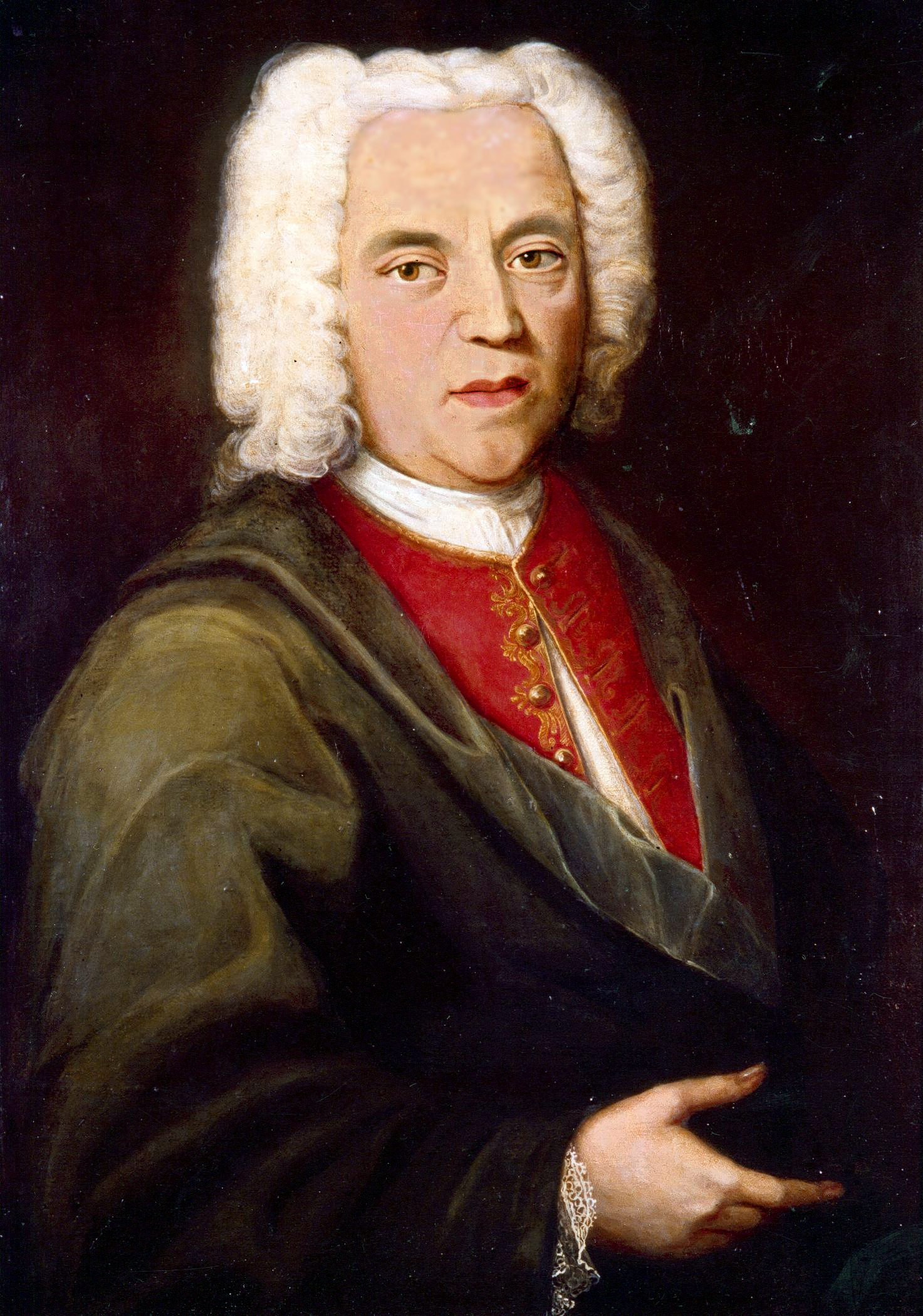
Джованні Марія Фаріна

Одеколо́н (від фр. eau de Cologne фр.: [o d(ə) kɔlɔɲ]; нім. Kölnisch Wasser [ˈkœlnɪʃ ˈvasɐ] — «кельнська вода») — водно-спиртовий розчин (вміст спирту — 70 %) з естрактом (ароматичною композицією) — 2-5 %. Одеколони з'явилися на початку XVIII століття, однак використовуються і досить широко нині. Назву «одеколон» застосовують в основному до чоловічих парфумерних виробів.

## Види
Розрізняють жіночі і чоловічі одеколони, одеколони-дезодоранти.

## Призначення
Одеколони призначені насамперед для гігієнічних цілей і ароматизації.

## Історія
Датою народження одеколону заведено вважати 1709 рік. Сталося це в Кельні, де виходець з Італії Джованні Марія Фаріна тримав парфумерну крамницю. Джованні від дядька, Паоло Фемініса, дістався рецепт ароматної води, що складалася з розчину спирту з домішкою розмарину, лаванди та бергамоту, яку він вирішив удосконалити.
За основу нового складу Джованні взяв олії цитрусових (лимону, апельсину, мандарину, грейпфруту), до яких додав олії кедру, бергамоту і деяких трав. Працюючи над рецептурою, він так описував її в листі братові Жану Батисту: «Я знайшов аромат, який нагадує мені про весняний італійський ранок, про гірські нарциси та апельсиновий цвіт після дощу». Він назвав свій аромат Eau de Cologne на честь свого нового рідного міста.
Одеколон, створений Фаріном, використовувався лише як парфум і доставлявся «майже в усі королівські будинки Європи». Його здатність виробляти постійно однорідний аромат, що складається з десятків моноесенцій, в той час вважався сенсацією. Один флакон цього aqua mirabilis (латинське означає чудодійну воду) коштував половини річної зарплати державного службовця. Коли в 1797 році французи встановили вільну торгівлю в Кельні, успіх Eau de Cologne спонукав незліченну кількість інших бізнесменів продавати власні аромати під назвою Eau de Cologne. Формула Джованні Марія Фаріна виробляється в Кельні з 1709 року Фаріна навпроти Юліхплац і донині залишається таємницею. Його магазин в Обенмарспфортені відкрився в 1709 році й сьогодні є найстарішою парфумерною фабрикою у світі.
Одеколон не відразу здобув популярності. На парфумерну новинку був попит, виробництво збільшувалося, але за межі Кельна вона особливо не виходила, хоча мандрівники й купці почали поступово розвозити її по Європі. Як не дивно, поширенню одеколону посприяла війна.
У період Семирічної війни (1756—1763 рр.), до якої були залучені багато європейських країн, Кельн захопили французькі війська під командуванням графа Клермона. Французьким воякам одеколон, що мав приємний аромат, добре дезінфікував шкіру і допомагав приховувати запах поту, припав до душі. Завдяки військовим, незабаром одеколон потрапив до Парижа, де швидко завоював широку популярність. З того часу почалося його бурхливе розповсюдження Європою.
У XVIII столітті «воду з Кельна» замовляють аристократи всієї Європи. Прусський король Фрідріх II, зокрема, дарує одеколон російській цариці Катерині II, Фаріна стає офіційним постачальником двору британської королеви Вікторії. За словами Вольтера, одеколон сприяє натхненню.
Original Eau de Cologne 4711 названо на честь свого розташування на Glockengasse № 4711. Він також був розроблений у 18 столітті Вільгельмом Мюльхенсом і вироблявся в Кельні принаймні з 1799 року, і тому, ймовірно, є одним із найстаріших ароматів у світі, які все ще випускаються. 12 грудня 2006 року парфумерно-косметична компанія Mäurer & Wirtz придбала 4711 у Procter & Gamble і відтоді розширила його до цілого бренду.
У 1806 році Жан Марі Джозеф Фаріна, правнучатий племінник Джованні Марії Фаріна, відкрив парфумерний бізнес у Парижі, який пізніше був проданий Roger & Gallet. Ця компанія тепер володіє правами на Eau de Cologne extra vieille на відміну від Original Eau de Cologne з Кельна. Спочатку вважалося, що вода Кельна має силу відлякувати бубонну чуму. При вживанні одеколону аромат цитрусової олії виділяється через пори, відлякуючи бліх. Сьогодні шампунь від бліх для собак може бути на основі цитрусових олій.
Про одеколон згадує у «Фаусті» Ґете.
Статуя італійського парфумера, що прославив німецьке місто на весь світ, прикрашає вежу кельнської ратуші.
У наш час одеколон або «одеколон» став загальним терміном. Термін «одеколон» можна застосувати до парфумів для чоловіків і жінок, але в американській англійській мові зазвичай маються на увазі духи, які продаються для чоловіків.
Імпорт одеколону до Туреччини привів до створення колонії, турецького парфуму.

## «Потрійний» одеколон
Стати «Потрійним» одеколоном «кельнській воді» допоміг Наполеон. 1810 року він видав декрет, яким вимагав розкрити рецепти усіх ліків. Аби зберегти секрет виготовлення «Кельнської води», виробники оголосили її парфумами. А «Трійним» назвали через три ароматичні компоненти, які додали до складу одеколону, — олії лимону, бергамоту, неролі.
В СРСР «Потрійний» застосовували не лише для наведення краси, але і як ліки проти усіх бід. «Потрійний» містив 64 % спирту і продавався як у парфумерних магазинах, так і в аптеках. Радянські жінки обробляли ним порізи і садна, цирульники припікали ним свіжовиголені обличчя клієнтів, а робітничий клас інколи вживав, як алкогольний напій.